# Glenea parartensis
Glenea parartensis é uma espécie de escaravelho da família Cerambycidae. Foi descrita por Stephan von Breuning em 1966.